# Урсул Любов Василівна
Урсул Любов Василівна (1942, с. Романківці Сокирянський район Чернівецька область — новатор сільськогосподарського виробництва, заслужений працівник сільського господарства України, громадський діяч, кавалер ордена Леніна.

## Біографія
Любов Урсул народилася 1942 року в селі Романківці Сокирянського району Чернівецької області Україна. Працювала телятницею, дояркою, майстром машинного доїння корів у місцевому колгоспі імені ХХ партз'їзду. Неодноразова учасниця ВДНХ СРСР. Була в Болгарії, де ділилася новаторськими методами в галузі творинництва.

## Громадська діяльність
- Член Сокирянського райкому ЛКСМУ.
- Член Чернівецького обкому Компартії України.
- Депутат Романковецької сільської Ради депутатів трудящих.
- Депутат Сокирянської районної Ради депутатів трудящих.
- Депутат Чернівецької обласної Ради депутатів трудящих.

## Відзнаки, нагороди
- Заслужений працівник сільського господарства України.
- Орден «Знак Пошани».
- Орден Трудового Червоного Прапора.
- Орден Леніна.
- Срібна медаль ВДНХ СРСР.
- Золота медаль ВДНХ СРСР.